# Bufonides antennatus
Bufonides antennatus är en insektsart som beskrevs av Bolívar, I. 1898. Bufonides antennatus ingår i släktet Bufonides och familjen torngräshoppor. Inga underarter finns listade i Catalogue of Life.